# Cast (gruppo musicale inglese)
I Cast sono una rock band inglese, formatasi a Liverpool nel 1993 per iniziativa di John Power, bassista dei The La's, e di Peter Wilkinson, bassista degli Shack.
La band ha pubblicato quattro album tra il 1995 e il 2001. Benché il gruppo continuò a incidere dischi anche dopo il declino del britpop, alla fine degli anni '90, il loro successo commerciale cominciò a diminuire, tanto da non sopravvivere al movimento musicale.
Il nome Cast fu tratto, secondo Power, dalla frase finale della canzone Looking Glass, scritta dai The La's, suo precedente gruppo, che recitava: «The change is cast».

## Storia

### I successi
Oltre che da John Power e da Peter Wilkinson, che suonavano come bassisti, il gruppo era formato da Liam Tyson, alla chitarra, e da Keith O'Neill alla batteria.
Il loro primo album fu All Change, uscito nel 1995, il quale presentava vari influenze musicali: rock psichedelico (Promised Land e Two of a Kind), pezzi basati sulla chitarra (History), britpop (Back of My Mind, Reflections e Sandstorm) e ballate (Walkaway e Four Walls).
Da questo album furono estratti due singoli, che arrivarono entrambi nei primi dieci posti della classifica dei singoli inglesi: Sandstorm (numero 8) e Walkaway (numero 9). La band ricevette un ulteriore riconoscimento nel 1996, quando la loro canzone Alright fu inserita nella colonna sonora del film Mission: Impossible. L'album arrivò alla 7ª posizione in Inghilterra, diventando disco di platino.
Un singolo fu pubblicato nel 1996: Flying, il quale occupò il vuoto che c'era tra l'album di debutto della band e il loro lavoro successivo: Mother Nature Calls. Flying arrivò alla posizione numero 4 della classifica inglese di singoli.
Da Mother Nature Calls, la band estrasse come singolo il brano Free Me (numero 7) e altri come Guiding Star (numero 9), Live the Dream (numero 7) e I'm So Lonely (numero 14). L'album, nonostante alcune critiche negative arrivò alla posizione numero 3 della classifica diventando anch'esso un disco di platino.

### Il declino
Con la fine del britpop, e lo scioglimento di molte band contemporanee ai Cast (quali Kula Shaker, Dodgy, Smaller o Seahorses), il sound del gruppo cambiò avvicinandosi molto ai suoni degli anni 1960. Però il loro terzo album, Magic Hour, riscosse un buon successo, anche se solo inizialmente: il disco arrivò alla posizione numero 6 delle classifiche inglesi, ma poi vendette soltanto 60 000 copie scivolando fino alla posizione numero 78; anche l'unico singolo estratto non ebbe molta fortuna, infatti Beat Mama raggiunse al massimo la posizione numero 45.
Nel 2001 uscì un nuovo album della band, Beetroot, ma anche questo non ebbe fortuna. I fallimenti degli ultimi due dischi contribuirono non poco allo scioglimento del gruppo nel 2002. Nel 2004 esce una raccolta di b-side del gruppo.

### Reunion
Nel 2010 John Power annuncia la reunion della band e un tour celebrativo per il 15 anniversario del loro album di debutto.
Nel 2011 esce il quinto album della band, Troubled Time, prodotto da John Leckie. 
Nel 2017 viene pubblicato l'album Kicking Up the Dust.

## Discografia
Album in studio
- 1995 - All Change
- 1997 - Mother Nature Calls
- 1999 - Magic Hour
- 2001 - Beetroot
- 2011 - Troubled Time
- 2017 - Kicking Up the Dust
- 2024 - Love Is the Call

Raccolte
- 2004 - The Collection

## Singoli
- Finetime - UK numero 17
- Alright - numero 13
- Sandstorm - numero 8
- Walkaway - numero 9
- Flying - numero 4
- Free Me - numero 7
- Guiding Star - numero 9
- Live the Dream - numero 7
- I'm So Lonely - numero 14
- Beat Mama - numero 9
- Magic Hour - numero 28
- Desert Drought - numero 45

## Composizione gruppo
- John Power - basso
- Peter Wilkinson - basso
- Liam Tyson - chitarra
- Keith O'Neill - batteria